# Leichtathletik-Halleneuropameisterschaften 2017/Kugelstoßen der Frauen
Das Kugelstoßen der Frauen bei den Leichtathletik-Halleneuropameisterschaften 2017 fand am 3. März 2017 in der Kombank-Arena in Belgrad statt. Im Finale setzte sich mit Weltjahresbestleistung von 19,24 Metern die Ungarin Anita Márton vor der Bulgarin Radoslawa Mawrodiewa und der Belarussin Julija Leanzjuk durch. Als beste Deutsche belegte Claudine Vita den fünften Platz mit der persönlichen Bestleistung von 18,09 Metern.

## Rekorde
| Rekorde vor der Leichtathletik-Halleneuropameisterschaften 2017 | Rekorde vor der Leichtathletik-Halleneuropameisterschaften 2017 | Rekorde vor der Leichtathletik-Halleneuropameisterschaften 2017 | Rekorde vor der Leichtathletik-Halleneuropameisterschaften 2017 | Rekorde vor der Leichtathletik-Halleneuropameisterschaften 2017 |
| --------------------------------------------------------------- | --------------------------------------------------------------- | --------------------------------------------------------------- | --------------------------------------------------------------- | --------------------------------------------------------------- |
| Weltrekord                                                      | Helena Fibingerová                                              | 22,50                                                           | Jablonec nad Nisou                                              | 19. Februar 1977                                                |
| Europarekord                                                    | Helena Fibingerová                                              | 22,50                                                           | Jablonec nad Nisou                                              | 19. Februar 1977                                                |
| Meisterschaftsrekord                                            | Helena Fibingerová                                              | 21,46                                                           | San Sebastián                                                   | 13. März 1977                                                   |
| Weltjahresbestleistung                                          | Raven Saunders                                                  | 19,10                                                           | Nashville                                                       | 14. Januar 2017                                                 |
| Europäischer Jahresbestleistung                                 | Anita Márton                                                    | 18,97                                                           | Nashville                                                       | 24. Februar 2017                                                |

Im Finale verbesserte Anita Márton ihre eigene europäische Jahresbestleistung und die Weltjahresbestleistung im dritten Versuch auf 19,24 Meter und im sechsten Versuch auf 19,28 Meter.

## Resultate

### Qualifikation
Die Qualifikation fand am 3. März 2017 um 10:50 in der Kombank-Arena statt.
| Platz | Athletin               | Nationalität           | #1    | #2    | #3    | Weite (m) |
| ----- | ---------------------- | ---------------------- | ----- | ----- | ----- | --------- |
| 1     | Anita Márton           | Ungarn                 | 17,66 | 17,67 | 18,44 | 18.44     |
| 2     | Aljona Dubizkaja       | Belarus                | 17,38 | 18,13 | –     | 18.13 SB  |
| 3     | Claudine Vita          | Deutschland            | 16,16 | 17,83 | –     | 17.83 PB  |
| 4     | Julija Leanzjuk        | Belarus                | 17,81 | –     | –     | 17,81     |
| 5     | Fanny Roos             | Schweden               | 17,44 | 17,69 | 17,76 | 17,76     |
| 6     | Jessica Cérival        | Frankreich             | x     | 17,24 | 17,76 | 17,76 SB  |
| 7     | Radoslawa Mawrodiewa   | Bulgarien              | 17,33 | 17,47 | 17,70 | 17,70     |
| 8     | Paulina Guba           | Polen                  | x     | 17,30 | 17,62 | 17,62     |
| 9     | Austra Skujytė         | Litauen                | 16,98 | 16,57 | 17,37 | 17,37 SB  |
| 10    | Rachel Wallader        | Vereinigtes Königreich | 17,20 | 16,99 | 17,35 | 17,35     |
| 11    | Wiktoryja Kolb         | Belarus                | 16,99 | 17,22 | 16,87 | 17,22     |
| 12    | Melissa Boekelman      | Niederlande            | 17,19 | 17,02 | 16,97 | 17,19     |
| 13    | Emel Dereli            | Türkei                 | 17,10 | 16,99 | 16,75 | 17,10     |
| 14    | Alina Kenzel           | Deutschland            | 16,97 | 16,86 | x     | 16,97     |
| 15    | Dimitriana Surdu       | Moldau                 | x     | 16,78 | x     | 16,78     |
| 16    | Kätlin Piirimäe        | Estland                | 14,91 | 16,02 | 16,29 | 16,29 SB  |
| 17    | Agnieszka Maluśkiewicz | Polen                  | 16,15 | x     | x     | 16,15     |
| 17    | Úrsula Ruiz            | Spanien                | x     | x     | 16,15 | 16,15     |
| 19    | Olha Holodna           | Ukraine                | x     | 16,06 | x     | 16,06     |
| 20    | Giedrė Kupstytė        | Litauen                | x     | 15,34 | 16,00 | 16,00     |
| 21    | Lenuţa Burueana        | Rumänien               | 15,17 | x     | 15,45 | 15,45     |

### Finale
Das Finale fand am 3. März 2017 um 17:35 in der Kombank-Arena statt.
| Platz | Athletin             | Nationalität | #1    | #2    | #3    | #4    | #5    | #6    | Weite (m) |
| ----- | -------------------- | ------------ | ----- | ----- | ----- | ----- | ----- | ----- | --------- |
|       | Anita Márton         | Ungarn       | 18,67 | 18,96 | 19,24 | x     | 18,46 | 19,28 | 19,28 WL  |
|       | Radoslawa Mawrodiewa | Bulgarien    | 17,96 | 17,82 | 18,36 | x     | 18,16 | 18,08 | 18,36 PB  |
|       | Julija Leanzjuk      | Belarus      | 17,66 | 17,94 | 18,32 | 17,90 | 18,08 | 17,93 | 18,32     |
| 4     | Fanny Roos           | Schweden     | 17,54 | 17,88 | 18,13 | 17,57 | 17,71 | 17,73 | 18,13 NR  |
| 5     | Claudine Vita        | Deutschland  | 18,09 | 17,68 | 17,98 | 18,01 | 17,69 | 17,55 | 18,09 PB  |
| 6     | Paulina Guba         | Polen        | 17,55 | 17,85 | 18,00 | x     | x     | x     | 18,00 SB  |
| 7     | Aljona Dubizkaja     | Belarus      | x     | 17,85 | 17,76 | x     | 17,81 | x     | 17,85     |
| 8     | Jessica Cérival      | Frankreich   | 16,25 | 16,52 | 16,84 | x     | x     | x     | 16,84     |